# Cristina Casandra
Cristina Casandra, z domu Iloc (ur. 1 lutego 1977 w Zalău) – rumuńska biegaczka długodystansowa.
W biegu na 5000 metrów była brązową medalistką mistrzostw świata juniorów z Sydney (1996) oraz uniwersjad w Palma de Mallorca - 1999 i Daegu - 2003. W późniejszych latach startowała głównie w biegu na 3000 metrów z przeszkodami, zajmując:
- 1. miejsce w Superlidze Pucharu Europy w Lekkoatletyce (Florencja 2005)
- 6. miejsce podczas Mistrzostw Świata w Lekkoatletyce (Osaka 2007)
- 3. miejsce na Światowym Finale IAAF (Stuttgart 2007)
- 5. miejsce podczas Igrzysk Olimpijskich (Pekin 2008)

Wynik 9:16,85 uzyskany w biegu na 3000 metrów z przeszkodami w 2008 w olimpijskim finale był pozostał jej rekordem życiowym i co najmniej do 2022 pozostawał rekordem Rumunii.
W latach 2000–2001 jej wynik 9:48,88 był rekordem świata w biegu na 3000 metrów z przeszkodami. Rekord odebrała jej Polka Justyna Bąk wynikiem 9:44,36.